# Copa del Rey de Campeones
La Copa del Custodio de las Dos Mezquitas Sagradas o Copa del Rey es una competición oficial de copa de fútbol jugado en Arabia Saudita. Se inició en 1956 y se disputó hasta 1990. Fue relanzado nuevamente en 2007, con la participación solamente de los mejores 6 clasificados de la Primera División de Arabia Saudita y de los dos ganadores de copa. 
En el caso de clasificaciones duplicadas, se sustituían en el siguiente orden: Subcampeón de la Copa Corona del Príncipe, Subcampeón de la Copa del Príncipe Faisal, séptimo lugar de la liga, y octavo lugar de la liga. Desde 2014, la competencia volvió a sus raíces, mediante la implementación del formato antiguo, con los 32 mejores equipos de la fase de clasificación del país.
El ganador de la copa garantiza un lugar en la fase de grupos de la Liga de Campeones 2 de la AFC y disputa además la Supercopa de Arabia Saudita con el campeón de la Liga Saudita.

## Palmarés

### Copa del Rey
| Temporada | Campeón           | Resultado        | Finalista         |
| --------- | ----------------- | ---------------- | ----------------- |
| 1956-57   | Al-Wehda          | 4 - 0            | Al-Ittihad        |
| 1957-58   | Al-Ittihad        | 3 - 0            | Al-Wehda          |
| 1958-59   | Al-Ittihad        | 2 - 0            | Al-Wehda          |
| 1959-60   | Al-Ittihad        | 3 - 0            | Al-Wehda          |
| 1960-61   | Al-Hilal          | 3 - 2            | Al-Wehda          |
| 1961-62   | Al-Ahli           | 1 - 0            | Al-Riyadh         |
| 1962-63   | Al-Ittihad        | 3 - 0            | Al-Hilal          |
| 1963-64   | Al-Hilal          | 0 - 0 (3-1 pen.) | Al-Ittihad        |
| 1964-65   | Al-Ahli           | 3 - 1            | Al-Ettifaq Dammam |
| 1965-66   | Al-Wehda          | 2 - 0            | Al-Ettifaq Dammam |
| 1966-67   | Al-Ittihad        | 0 - 0 (5-3 pen.) | Al-Nassr          |
| 1967-68   | Al-Ettifaq Dammam | 4 - 2            | Al-Hilal          |
| 1968-69   | Al-Ahli           | 1 - 0            | Al-Shabab         |
| 1969-70   | Al-Ahli           | 2 - 0            | Al-Wehda          |
| 1970-71   | Al-Ahli           | 2 - 0            | Al-Nassr          |
| 1971-72   | No se celebró     | No se celebró    | No se celebró     |
| 1972-73   | Al-Ahli           | 2 - 1            | Al-Nassr          |
| 1973-74   | Al-Nassr          | 1 - 0            | Al-Ahli           |
| 1974-75   | No se celebró     | No se celebró    | No se celebró     |
| 1975-76   | Al-Nassr          | 2 - 0            | Al-Ahli           |
| 1976-77   | Al-Ahli           | 3 - 1            | Al-Hilal          |
| 1977-78   | Al-Ahli           | 1 - 0            | Al-Riyadh         |
| 1978-79   | Al-Ahli           | 4 - 0            | Al-Ittihad        |
| 1979-80   | Al-Hilal          | 3 - 1            | Al-Shabab         |
| 1980-81   | Al-Nassr          | 3 - 1            | Al-Hilal          |
| 1981-82   | Al-Hilal          | 3 - 1            | Al-Ittihad        |
| 1982-83   | Al-Ahli           | 1 - 0            | Al-Ettifaq Dammam |
| 1983-84   | Al-Hilal          | 4 - 0            | Al-Ahli           |
| 1984-85   | Al-Ettifaq Dammam | 1 - 1 (4-3 pen.) | Al-Hilal          |
| 1985-86   | Al-Nassr          | 1 - 0            | Al-Ittihad        |
| 1986-87   | Al-Nassr          | 1 - 0            | Al-Hilal          |
| 1987-88   | Al-Ittihad        | 1 - 0            | Al-Ettifaq Dammam |
| 1988-89   | Al-Hilal          | 3 - 0            | Al-Nassr          |
| 1989-90   | Al-Nassr          | 2 - 0            | Al-Taawoun        |

### Copa del Rey de Campeones
| Temporada | Campeón    | Resultado        | Finalista  | Sede de la final                          |
| --------- | ---------- | ---------------- | ---------- | ----------------------------------------- |
| 2008      | Al-Shabab  | 3 - 1            | Al-Ittihad | Riad                                      |
| 2009      | Al-Shabab  | 4 - 0            | Al-Ittihad | Estadio Rey Fahd, Riad                    |
| 2010      | Al-Ittihad | 0 - 0 (5-4 pen.) | Al-Hilal   | Estadio Rey Fahd, Riad                    |
| 2011      | Al-Ahli    | 0 - 0 (4-2 pen.) | Al-Ittihad | Estadio Príncipe Abdullah al-Faisal, Riad |
| 2012      | Al-Ahli    | 4 - 1            | Al-Nassr   | Estadio Príncipe Abdullah al-Faisal, Riad |
| 2013      | Al-Ittihad | 4 - 2            | Al-Shabab  | Estadio Rey Fahd, Riad                    |
| 2014      | Al-Shabab  | 3 - 0            | Al-Ahli    | King Abdullah Sports City, Jeddah         |
| 2015      | Al-Hilal   | 1 - 1 (7-6 pen.) | Al-Nassr   | King Abdullah Sports City, Jeddah         |
| 2016      | Al-Ahli    | 2 - 1            | Al-Nassr   | King Abdullah Sports City, Jeddah         |
| 2017      | Al-Hilal   | 3 - 2            | Al-Ahli    | King Abdullah Sports City, Jeddah         |
| 2018      | Al-Ittihad | 3 - 1            | Al-Faisaly | King Abdullah Sports City, Jeddah         |
| 2019      | Al-Taawoun | 2 - 1            | Al-Ittihad | King Abdullah Sports City, Jeddah         |
| 2020      | Al-Hilal   | 2 - 1            | Al-Nassr   | Estadio Rey Fahd, Riad                    |
| 2021      | Al-Faisaly | 3 - 2            | Al-Taawoun | Estadio Rey Fahd, Riad                    |
| 2022      | Al-Fayha   | 1 - 1 (3-1 pen.) | Al-Hilal   | King Abdullah Sports City, Jeddah         |
| 2023      | Al-Hilal   | 1 - 1 (7-6 pen.) | Al-Wehda   | King Abdullah Sports City, Jeddah         |
| 2024      | Al-Hilal   | 1 - 1 (5-4 pen.) | Al-Nassr   | King Abdullah Sports City, Jeddah         |

## Títulos por club
| Club                 | Campeón | Subcampeón | Años campeón                                                                  |
| -------------------- | ------- | ---------- | ----------------------------------------------------------------------------- |
| Al-Ahli Saudi F. C.  | 13      | 5          | 1962, 1965, 1969, 1970, 1971, 1973, 1977, 1978, 1979, 1983, 2011, 2012, 2016, |
| Al-Hilal Saudi F. C. | 11      | 7          | 1961, 1964, 1980, 1982, 1984, 1989, 2015, 2017, 2020, 2023, 2024              |
| Al-Ittihad           | 10      | 9          | 1958, 1959, 1960, 1963, 1967, 1988, 2010, 2013, 2018, 2025                    |
| Al-Nassr F. C.       | 6       | 9          | 1974, 1976, 1981, 1986, 1987, 1990                                            |
| Al-Shabab            | 3       | 3          | 2008, 2009, 2014                                                              |
| Al-Wehda Club        | 2       | 5          | 1957, 1966                                                                    |
| Al-Ettifaq Club      | 2       | 4          | 1968, 1985                                                                    |
| Al-Taawoun F. C.     | 1       | 1          | 2019                                                                          |
| Al-Faisaly F. C.     | 1       | 1          | 2021                                                                          |
| Al-Fayha F. C.       | 1       | -          | 2022                                                                          |